# براد سكوت (منافس ألعاب قوى)
براد سكوت (بالإنجليزية: Brad Scott)‏ هو منافس ألعاب قوى أسترالي، ولد في 15 أبريل 1988 في Liverpool, New South Wales ‏ في أستراليا.

## روابط خارجية
- براد سكوت على موقع النتائج التاريخية لألعاب القوى الأسترالية (الإنجليزية)
- براد سكوت على موقع Paralympic.org (الإنجليزية)
- براد سكوت على موقع IPC.InfostradaSports.com (مؤرشف) (الإنجليزية)
- براد سكوت على موقع اللجنة البارالمبية الأسترالية (الإنجليزية)